# Ếch lưng gai
Ếch lưng gai hay ếch bám đá gai ngực (danh pháp hai phần Amolops spinapectoralis) là loài ếch thuộc họ Ếch nhái. Đây là loài đặc hữu của Việt Nam. Phát hiện lần đầu tiên tại vùng rừng núi thuộc khu bảo tồn thiên nhiên ngọc linh, tỉnh Kon Tum.
Môi trường sống tự nhiên của loài ếch này là khu vực rừng ẩm thấp và rừng núi đá vôi ẩm, cận nhiệt đới hoặc nhiệt đới cũng như trên những con sông.